# Chattanooga FC
El Chattanooga Football Club es un club de fútbol profesional de la ciudad de Chattanooga, Tennessee, Estados Unidos. Fue fundado en 2009 y desde la temporada 2024 juega en la MLS Next Pro. El club anteriormente jugaba en la Southeast Division (división sureste) de la National Premier Soccer League (NPSL), una liga amateur que es considerada la cuarta categoría del sistema de ligas estadounidense, y entre 2020 y 2023 en la National Independent Soccer Association (NISA) en el tercer nivel.
El club juega sus encuentros de local en el Finley Stadium desde el 2009. Los colores del club son el azul marino y el blanco.
En enero de 2017, el club firmó una carta de intención con el VfL Wolfsburgo alemán, que incluye el desarrollo de una sección femenina, desarrollo de juveniles y responsabilidad social local. A comienzos de 2019, el Chattanooga comenzó una campaña de venta pública del club, que dio como resultado la recaudación de $700,000 y más de 3000 fanáticos como dueños del club.

## Historia

### National Premier Soccer League (2009-2017)
El club fue fundado en el 2009 por Tim Kelly, Krue Brock, Marshall Brock, Paul Rustand, Sean McDaniel, Daryl Heald, Hamilton Brock, Thomas Clark y Sheldon Grizzle. Debutó en la temporada 2009 de la National Premier Soccer League, cuarta liga del fútbol estadounidense. En su primera temporada, logró el tercer lugar en la división sureste con cuatro victorias y tres derrotas.

### Transición al profesionalismo (2018-presente)
A finales del 2018 se fundó el Chattanooga Red Wolves, un equipo profesional de la USL League One. Lo que originó una rivalidad directa con el club.
El 15 de noviembre de 2018, la NPSL comenzó una iniciativa para una división profesional, y el Chattanooga estaba dentro de los candidatos para clubes fundadores. Para lograr el profesionalismo, el club comenzó una iniciativa de financiamiento donde cualquier persona podía comprar parte del club. Fue así como el Chattanooga recaudó más de $800,000 de más de 3.000 nuevos dueños del equipo de los 50 estados y de 25 diferentes países.
El 15 de agosto de 2019 se anunció que el equipo se unirá a la National Independent Soccer Association para la temporada 2020.
Luego de tres años en la NISA, el club anunció su incorporación a la MLS Next Pro desde la temporada 2024 como club independiente.

## Fanaticada
Los hinchas del Chattanooga FC son conocidos como los Chattahooligans. En febrero de 2017, el Atlanta United FC de la MLS visitó al club por un encuentro amistoso, se registró una asistencia de 12.400 espectadores.

## Jugadores

### Entrenadores
- Brian Crossman (2009-2011)
- Bill Elliott (2012-2019)
- Peter Fuller (2019-2021)
- Rod Underwood (2022-act.)

## Trayectoria
| Año  | División | Liga        | Temporada regular   | Playoffs                     | Open Cup     |
| ---- | -------- | ----------- | ------------------- | ---------------------------- | ------------ |
| 2009 | 4        | NPSL        | 3°, Southeast       | No clasificó                 | No participó |
| 2010 | 4        | NPSL        | 1°, Southeast       | Final nacional               | No participó |
| 2011 | 4        | NPSL        | 3°, Southeast       | No clasificó                 | 1ª ronda     |
| 2012 | 4        | NPSL        | 1°, Southeast, West | Final nacional               | No participó |
| 2013 | 4        | NPSL        | 1°, Southeast       | Final de la región sur       | 1ª ronda     |
| 2014 | 4        | NPSL        | 1°, Southeast       | Final nacional               | 3ª ronda     |
| 2015 | 4        | NPSL        | 1°, Southeast       | Final nacional               | 3ª ronda     |
| 2016 | 4        | NPSL        | 1°, Southeast       | Semifinal nacional           | 3ª ronda     |
| 2017 | 4        | NPSL        | 2°, Southeast West  | Cuartos de final Southeast   | 1ª ronda     |
| 2018 | 4        | NPSL        | 1°, Southeast       | Final Southeast              | No participó |
| 2019 | 4        | NPSL        | 1°, Southeast       | Semifinales de la región sur | No participó |
| 2019 | 4        | Members Cup | 3° lugar            | -                            | No participó |
| 2020 | 3        | NISA        | Por disputar        |                              |              |

## Palmarés
| Competición nacional                              | Títulos                                         | Subcampeonatos          |
| ------------------------------------------------- | ----------------------------------------------- | ----------------------- |
| National Premier Soccer League (Nacional) (0/4)   |                                                 | 2010, 2012, 2014, 2015. |
| National Premier Soccer League (Región sur) (3/1) | 2014, 2015, 2016.                               | 2013.                   |
| National Premier Soccer League (Southeast) (8/0)  | 2010, 2012, 2013, 2014, 2015, 2016, 2018, 2019. |                         |
| Hank Steinbrecher Cup (1/1)                       | 2015.                                           | 2016.                   |